# Murali Karthikeyan
Murali Karthikeyan (Tamil முரளி கார்த்திகேயன்; * 5. Januar 1999 in Thanjavur) ist ein indischer Schachspieler. Seit 2015 trägt er den Titel Großmeister im Schach.

## Karriere
Karthikeyan begann das Schachspiel im Alter von 10 Jahren. Er konnte bereits bei den Jugendweltmeisterschaften einige Erfolge erzielen. So wurde er 2009 Zweiter der U10-Sektion, 2011 Sieger der U12-Klasse und 2013 Sieger in der U16-Sektion. Den Titel Internationaler Meister erhielt er von der FIDE im Mai 2013, nachdem er die notwendigen Normen bei Turnieren in Indien und Dubai erspielt hatte.
Seine erste Norm für den Großmeister-Titel sicherte sich Karthikeyan im Januar 2013 bei dem Delhi Open. Dem schloss sich seine Leistung im Dezember 2013 beim Kolkata Open an, durch die er eine weitere Norm erzielte. Für die dritte Norm musste er in die Vereinigten Arabischen Emirate reisen, wo er im August 2014 beim Abu Dhabi Chess Festival antrat. Im Masters-Turnier besiegte er unter anderem die ukrainischen Großmeister Oleksandr Areschtschenko und Jurij Kusubow und hatte so seine dritte Norm erzielt. Die Elo-Marke von 2500 überschritt er jedoch erst im Januar 2015, sodass die FIDE ihm im April 2015 den Titel Schachgroßmeister zusprach.
Sowohl 2015 als auch 2016 konnte Karthikeyan die nationale indische Einzel-Meisterschaft gewinnen.
Bei der Schacholympiade 2016 in Baku war Karthikeyan Teil des indischen Teams, dass den vierten Rang belegte. Er kam als Reservebrett zu zwei Partien, die er beide gewann. Bei der heimischen Schacholympiade 2022 in Chennai war Karthikeyan als viertes Brett im dritten indischen Team vertreten und kam auf acht Einsätze.
In den Weltranglisten der FIDE schaffte es Karthikeyan im April 2018 kurzzeitig unter die zehn besten Junioren. Im Januar 2025 stieg er schließlich erstmals in die Top 100 der allgemeinen FIDE-Weltrangliste auf.